# Jitkov
Jitkov (německy Jitkau) je obec v okrese Havlíčkův Brod v Kraji Vysočina. Žije zde 242 obyvatel.

## Historie
První písemná zmínka o obci pochází z roku 1269. Prvním majitelem obce byl Smil z Lichtemburka. Roku 1269 obec vyměnil za jiná území s pohledským cisterciáckým klášterem. Ten vyhořel roku 1424. Roku 1574, kdy obec patřila Předbořským z Předboře, je v obci poprvé připomínána tvrz. Svého vrcholu tvrz dosáhla na přelomu 16. a 17. století za Mitrovských z Nemyšle. Po třicetileté válce byly tvrz a obec několikrát prodány, až nakonec skončily v majetku Ditrichštejnů, za nichž došlo k úpadku tvrze, roku 1830 k jejímu zboření.
| Rok            | 1869 | 1880 | 1890 | 1900 | 1910 | 1921 | 1930 | 1950 | 1961 | 1970 | 1980 | 1991 | 2001 | 2006 | 2014 |
| Počet obyvatel | 548  | 524  | 551  | 504  | 511  | 501  | 425  | 322  | 338  | 286  | 214  | 186  | 176  | 200  | 234  |